# 川西英
川西 英（かわにし ひで、Hide Kawanishi、1894年7月9日 - 1965年2月20日) は日本の版画家、画家。本名は川西英雄。

## 略歴
1894年（明治27年）、兵庫県神戸市兵庫区東出町に回船・穀物問屋の七男として生まれる。1915年（大正4年）、神戸商業学校を卒業後、家業を継ぐ。1922年（大正11年）からは兵庫東出郵便局長を務めた。画家を志した時期についての資料は見つかっていないが、16歳のとき（1910年）に『セシル・アルディン作品の模写』（京都国立近代美術館蔵）を描いている。木版画は山本鼎の作品をみて志したとされ、1920年代より長らく国画会と日本版画協会を主な活動の場とした。1937年（昭和12年）に出版された『神戸百景』はエキゾチックな都市風景と風俗を描いた作品で、彼の代表作である。
版画家の川西祐三郎（1923 - 2004）は、川西英の三男である。

## 主な作品

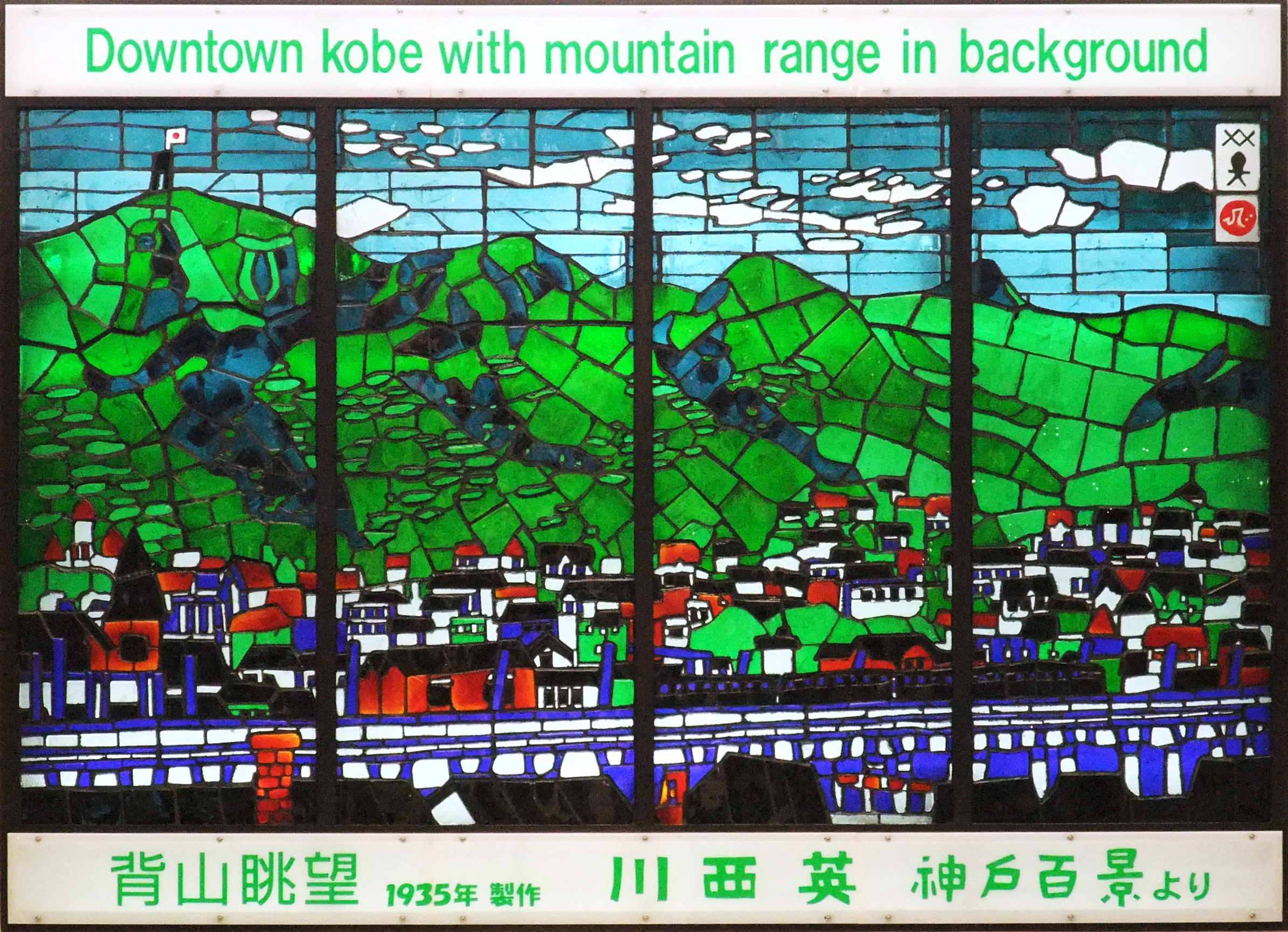
『背山眺望』 （ステンドグラスによる複製）
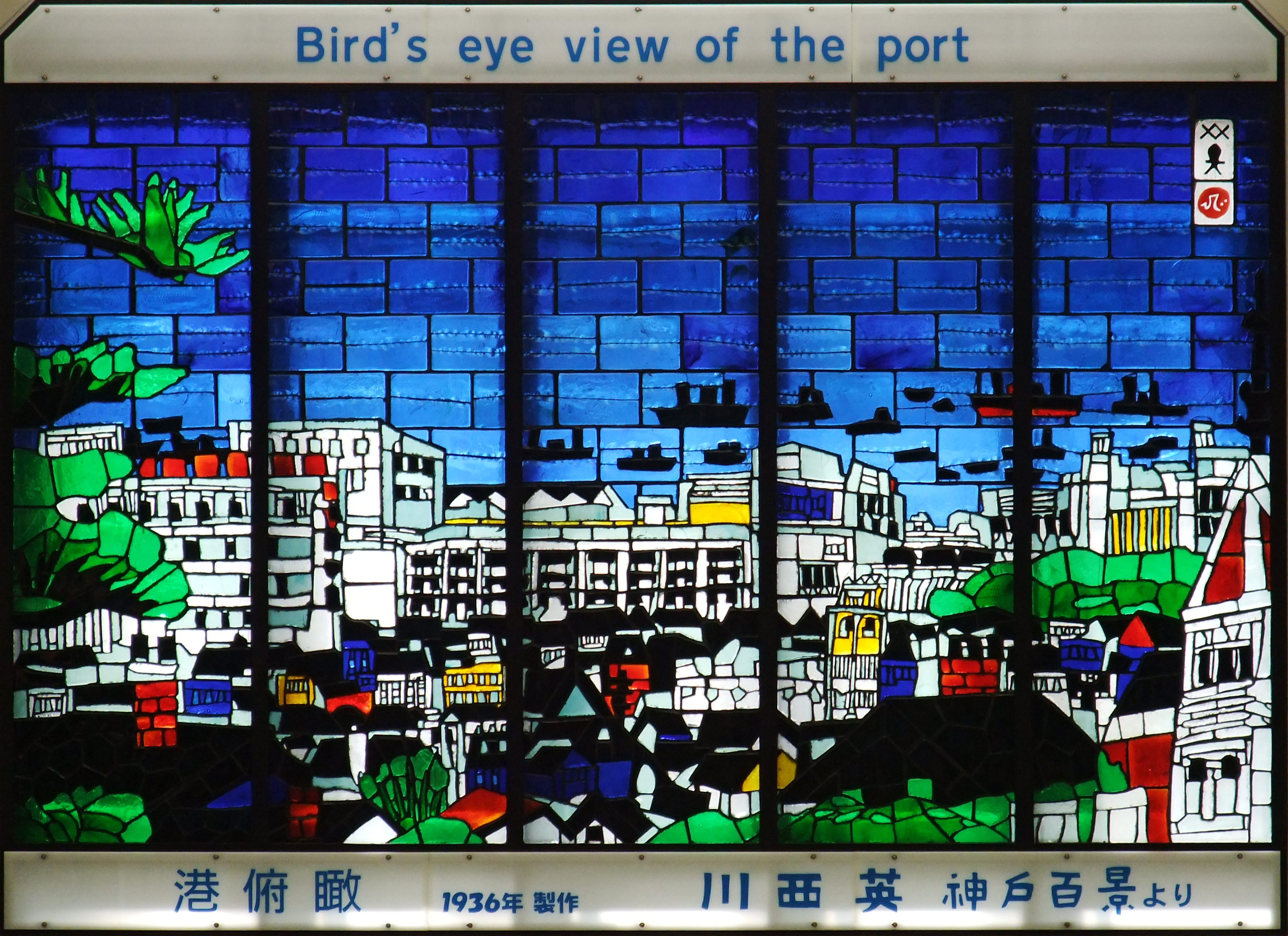
『港俯瞰』 （ステンドグラスによる複製）
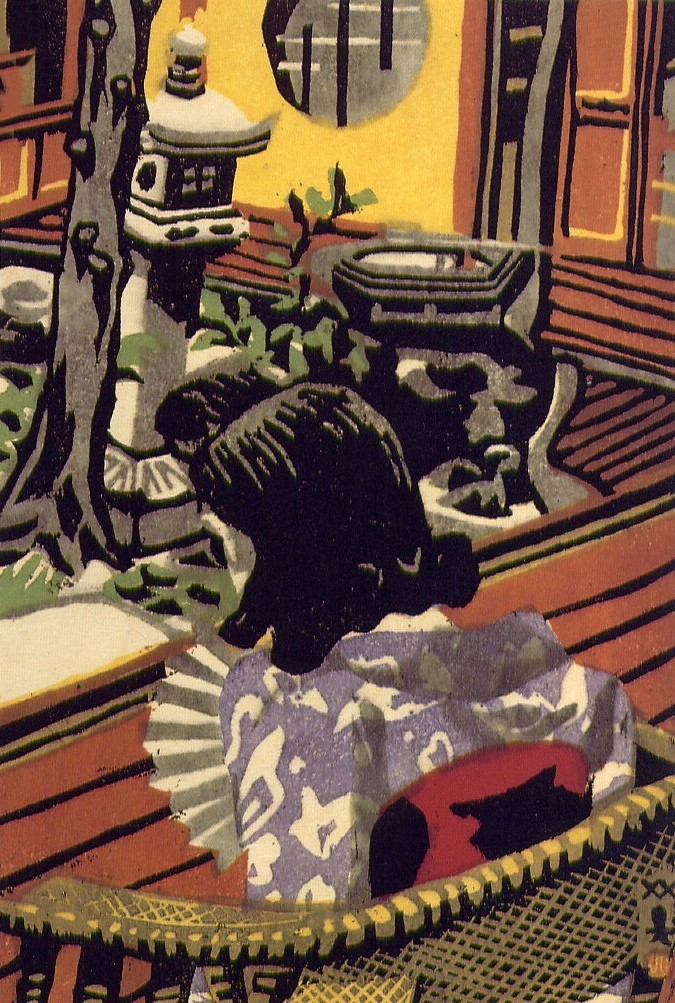
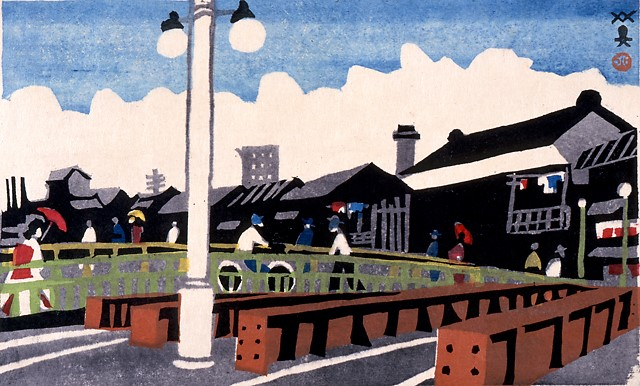
『入江橋』 （木版画版 神戸百景 1935）
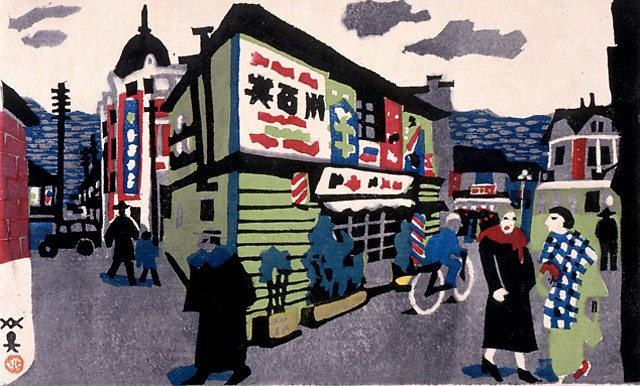
『三角帳場』 （木版画版 神戸百景 1935）
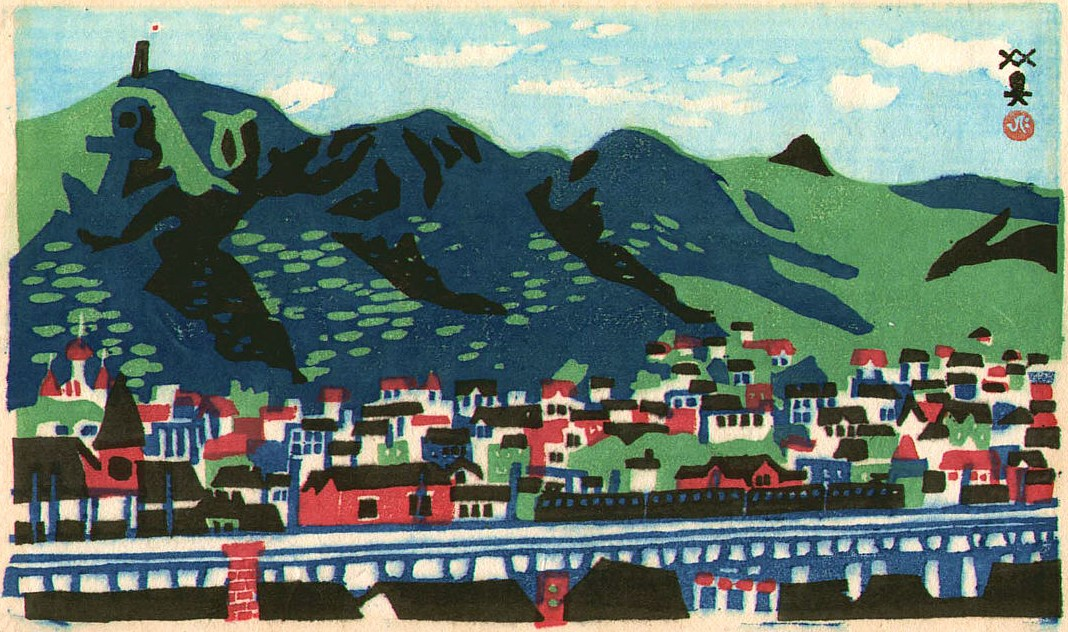
『背山眺望』 （木版画版 神戸百景 1935）
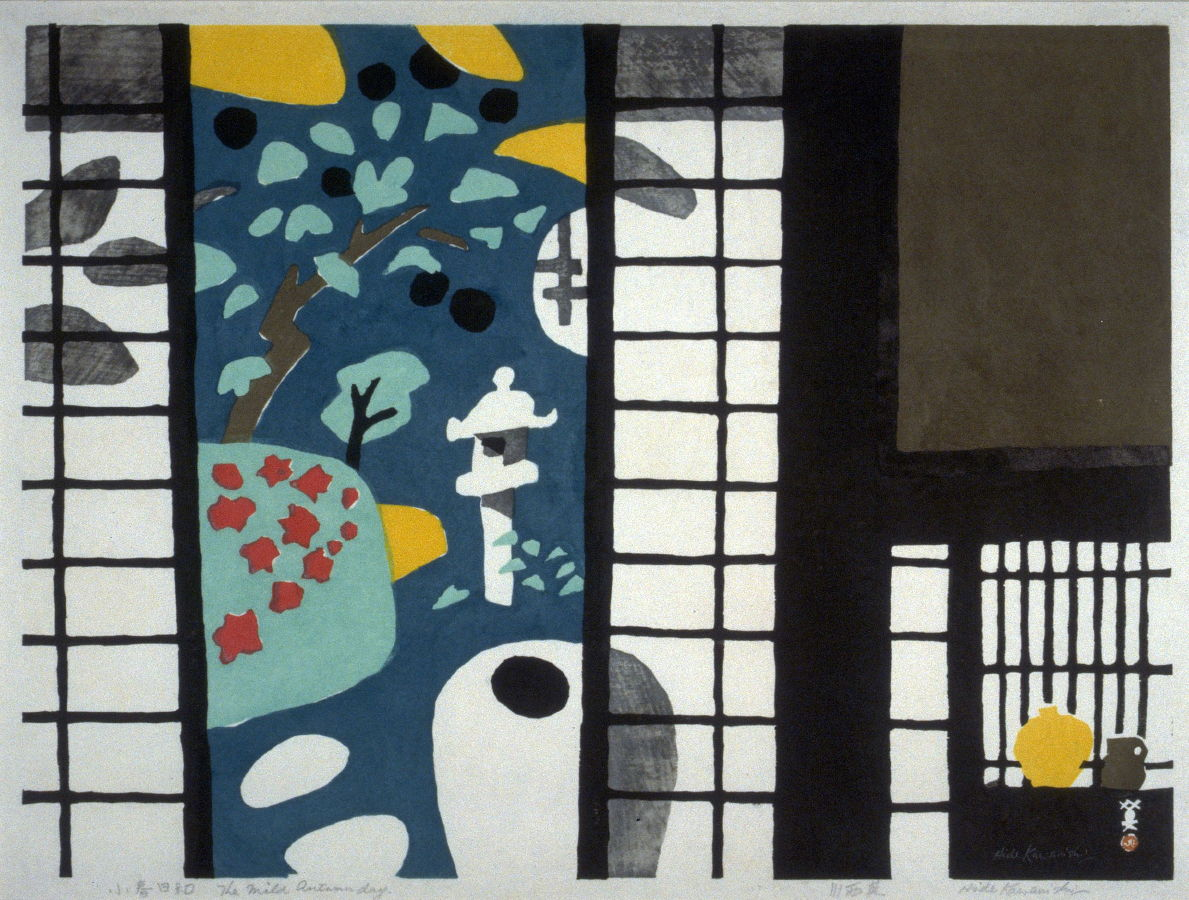
『小春日和』 （1958）
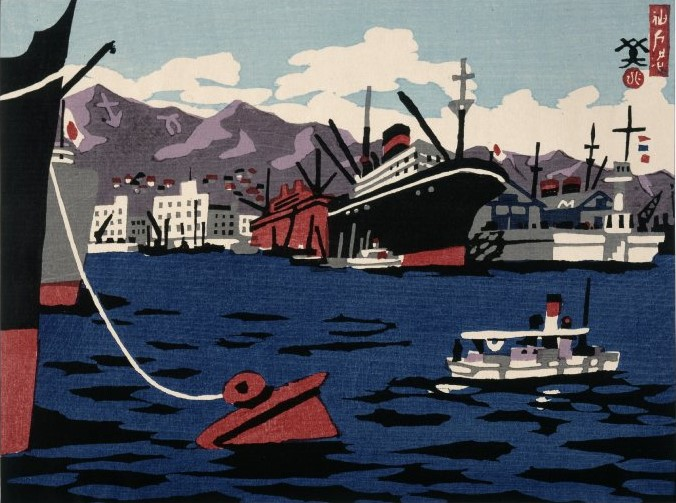
『神戸港』 （新日本百景 1940）

- 神戸十二ヶ月風景 - 1931年制作、兵庫県立美術館蔵
- 神戸百景 - 1933年～1936年制作の版画
- 古道具屋 - 1941年作、東京国立近代美術館蔵
- 新・神戸百景 - 1952年 - 1953年制作の描画
- 国立公園木版画集
- 兵庫百景 - 『神戸海岸通』、『城崎温泉』、『余部鉄橋』など兵庫県を代表する風景を描いた作品群。1962年1月 - 1963年12月の神戸新聞日曜版夕刊1面に掲載、神戸市立博物館蔵

## 受賞
- 兵庫県文化賞（1949年）[1]
- 神戸新聞平和賞